# Bùi Tuyết Minh
Bùi Tuyết Minh (sinh năm 1962) là nữ Thiếu tướng đầu tiên của lực lượng Công an nhân dân Việt Nam. Bà nguyên là Giám đốc Công an tỉnh Kiên Giang (2011-2020).

## Thân thế và giáo dục
Bà sinh ngày 16 tháng 10 năm 1962, quê quán tại huyện Hà Tiên, tỉnh Rạch Giá (nay là thành phố Hà Tiên, tỉnh Kiên Giang).
Song thân của bà là ông Bùi Nhứt Bình (bí danh Trần Bình hay Mười Bình) và bà Nguyễn Kim Lựu (bí danh Bảy Hồng), đều là những người hoạt động cho Mặt trận Dân tộc Giải phóng miền Nam Việt Nam, nằm trong diện bị lực lượng an ninh của chính quyền Việt Nam Cộng hòa lưu tâm đặc biệt. Vì vậy, ngay khi vừa chào đời, bà được bà nội mang lên Sài Gòn giao cho người cô ruột để làm con, đổi sang họ Phan theo họ người dượng, về danh nghĩa là cha của bà. Ở Sài Gòn được 3 năm, bà ngoại (thật ra là bà nội của bà) đưa bà về nương náu tại chùa Thần, Hà Tiên. Trước năm 1975, bà chỉ được một lần duy nhất gặp ba mẹ đẻ trong căn cứ ở vùng ven Sài Gòn. Năm 1975, bà mới chính thức nhận cha mẹ ruột và đổi lại họ từ họ Phan sang họ Bùi.
Bà có bằng Cử nhân Luật, Đại học An ninh nhân dân.

## Sự nghiệp
Năm 1981, khi học xong cấp III, bà gia nhập lực lượng Công an và trở thành nữ trinh sát lúc 19 tuổi. Bà được kết nạp vào Đảng Cộng sản Việt Nam ngày 16 tháng 4 năm 1984. Trong những năm sau đó, bà lần lượt thăng tiến qua các chức vụ Đội phó Đội Trinh sát ngoại tuyến trực thuộc Giám đốc, Phó trưởng phòng Tham mưu Ban Chỉ huy an ninh (năm 1989), Trưởng phòng Công tác chính trị (năm 1996), Trưởng phòng Tổ chức (năm 1999).
Năm 2004, bà được bổ nhiệm làm Phó giám đốc Công an tỉnh Kiên Giang với cấp hàm Thượng tá. Bà trở thành người phụ nữ Việt Nam đầu tiên giữ chức Phó Giám đốc Công an cấp tỉnh, thành phố. Tháng 5 năm 2007, bà được bầu vào Quốc hội với tư cách là đại biểu của tỉnh Kiên Giang. Bà trở thành nữ đại biểu Quốc hội Việt Nam duy nhất của lực lượng Công an tại khóa XII. Tại kỳ họp đầu tiên, bà được phân công là Ủy viên của Ủy ban Các vấn đề xã hội.
Tháng 6 năm 2011, bà được Bộ Công an bổ nhiệm làm Giám đốc Công an tỉnh Kiên Giang, hàm Đại tá. Bà đã trở thành người phụ nữ đầu tiên và duy nhất tại Việt Nam cho đến thời điểm hiện nay giữ chức vụ giám đốc công an cấp tỉnh và thành phố.
Ngày 13 tháng 7 năm 2013, bà được thăng quân hàm Thiếu tướng và trở thành nữ Thiếu tướng đầu tiên của lực lượng Công an nhân dân Việt Nam.
Ngày 26 tháng 6 năm 2020, bà thôi giữ chức vụ Giám đốc Công an tỉnh Kiên Giang, thay thế bà là Đại tá Đỗ Triệu Phong, Phó Cục trưởng Cục An ninh kinh tế - Bộ Công an.
Bà nghỉ công tác chờ hưởng hưu trí từ ngày 1 tháng 7 năm 2020.

## Gia đình
Bà lập gia đình năm 30 tuổi, với ông Trần Quốc Thắng, hiện đang làm tại bộ phận xuất nhập cảnh trực thuộc Công an tỉnh Kiên Giang. Hai người có với nhau 2 người con, 1 trai và 1 gái.

## Câu nói
"Tôi được như hôm nay là nhờ vào truyền thống gia đình và các thế hệ cha anh đi trước dìu dắt, chỉ dạy tận tình. Bản thân còn phải cố gắng nhiều hơn nữa".

## Nhận xét
"Điều đáng trân trọng ở bà mà nhiều người tiếp xúc và cấp dưới phải kính nể là tuy làm lãnh đạo đầu ngành công an, nhưng bà vẫn khiêm tốn thừa nhận, kiến thức của mình còn hạn chế, vẫn đang tiếp tục học hỏi"_trích Báo Đất Việt.

## Thành tích
Bà Bùi Tuyết Minh, khi còn làm trinh sát công an, đã góp sức lớn trong việc triệt phá các vụ tổ chức vượt biên đi nước ngoài và nhiều băng nhóm tội phạm hoạt động tại Kiên Giang..
Bà đã đạt được các danh hiệu chiến sĩ thi đua, chiến sĩ thi đua Quyết thắng của lực lượng công an nhân dân.